# سد ناكازاتو
سد ناكازاتو (باليابانية: Nakazato Dam)  هو سد يقع في محافظة مي باليابان، تم الانتهاء منه في عام 1976. 